# 庄内緑地公園駅
庄内緑地公園駅（しょうないりょくちこうえんえき）は、愛知県名古屋市西区山田町大字上小田井字東古川にある、名古屋市交通局（名古屋市営地下鉄）鶴舞線の駅である。駅番号はT02。

## 概要
隣の上小田井駅の折り返し設備が完成するまで、名鉄犬山線直通列車以外は当駅で折り返していた。現在でも、上小田井駅が高架駅かつ名古屋鉄道の管理駅であることにより、台風や人身事故などで名鉄犬山線が不通になった場合に当駅で列車が折り返すことがある。
当駅と庄内通駅の間は庄内川の下を通る為、万が一の浸水に備え両駅間を仕切る防水扉が川寄りに設置されている。また庄内川の河川敷が広いため、自動車学校が多く存在している（#駅周辺参照）。

## 歴史
当駅の開業は、鶴舞線が浄心駅から当駅まで延伸開業した1984年（昭和59年）である。以来約10年間、同線の始終点駅としての役割を果たした。計画時点での駅名は「庄内公園」だった。
その後の1993年（平成5年）8月、鶴舞線は上小田井駅まで延伸し、同時に名鉄犬山線と相互直通運転を実施することとなった。この時点で当駅は中間駅となったが、上小田井駅の折り返し設備が未完成であった。このため、当駅から上小田井までの区間を運転するのは、名鉄犬山線に直通する列車のみに限定され、鶴舞線内の折り返し列車は引き続き当駅発着とされた。これは、上小田井駅の折り返し設備が完成する1994年（平成6年）3月まで続いた。

### 年表
- 1984年（昭和59年）9月6日：浄心駅から当駅まで鶴舞線が延伸時に開業[1][3]。
- 1993年（平成5年）8月12日：鶴舞線が上小田井駅まで延伸され、名鉄犬山線との直通運転を開始、途中駅となる[4][5]。
- 1994年（平成6年）3月30日：折り返し設備が上小田井駅に完成し、鶴舞線内列車の折り返し駅が上小田井駅に移る。
- 2006年（平成18年）12月5日：エレベーター3基（1番ホーム⇔コンコース、2番ホーム⇔コンコース、コンコース⇔地上）が供用開始となる[6]。
- 2019年（平成31年）4月1日：当駅の管理を鶴舞線駅務区上前津管区駅から鶴舞線運転区に変更[7]。
- 2024年（令和6年）10月14日：可動式ホーム柵使用開始[8]。

## 駅構造
相対式2面2線ホームを持つ地下駅。なお、赤池方面からやってきた電車は当駅で折り返すことが可能となっている（上小田井駅開業により、通常では「庄内緑地公園」始発・終着の列車の設定はないが、前述した通り名鉄犬山線不通時には折り返し駅として使われることがある）。
ホームが大きく湾曲してるため、端から端が見づらい。このため、列車進入時には、非常警笛を大音量で吹鳴する他、上小田井駅まで延伸開業する前、日中など本数が少ない時間帯は片側のみ使用していた。
現在でも犬山線不通時の折り返しの際には片側のみを使用する。
当駅は、鶴舞線運転区が管轄している。

### のりば
| ホーム | 路線   | 行先                   |
| ------ | ------ | ---------------------- |
| 1      | 鶴舞線 | 伏見・赤池・豊田市方面 |
| 2      | 鶴舞線 | 上小田井・犬山方面     |

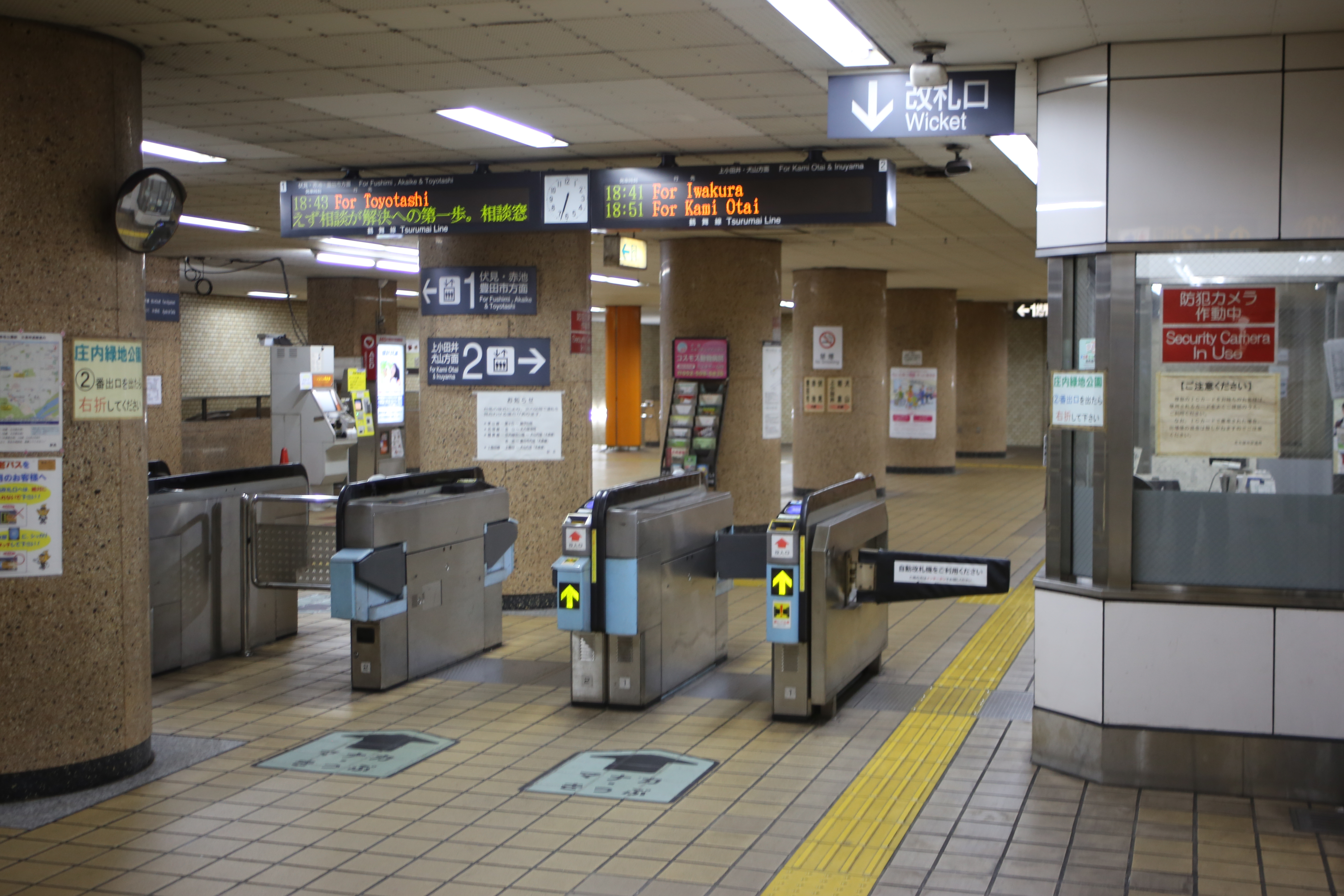
改札口（2017年9月）
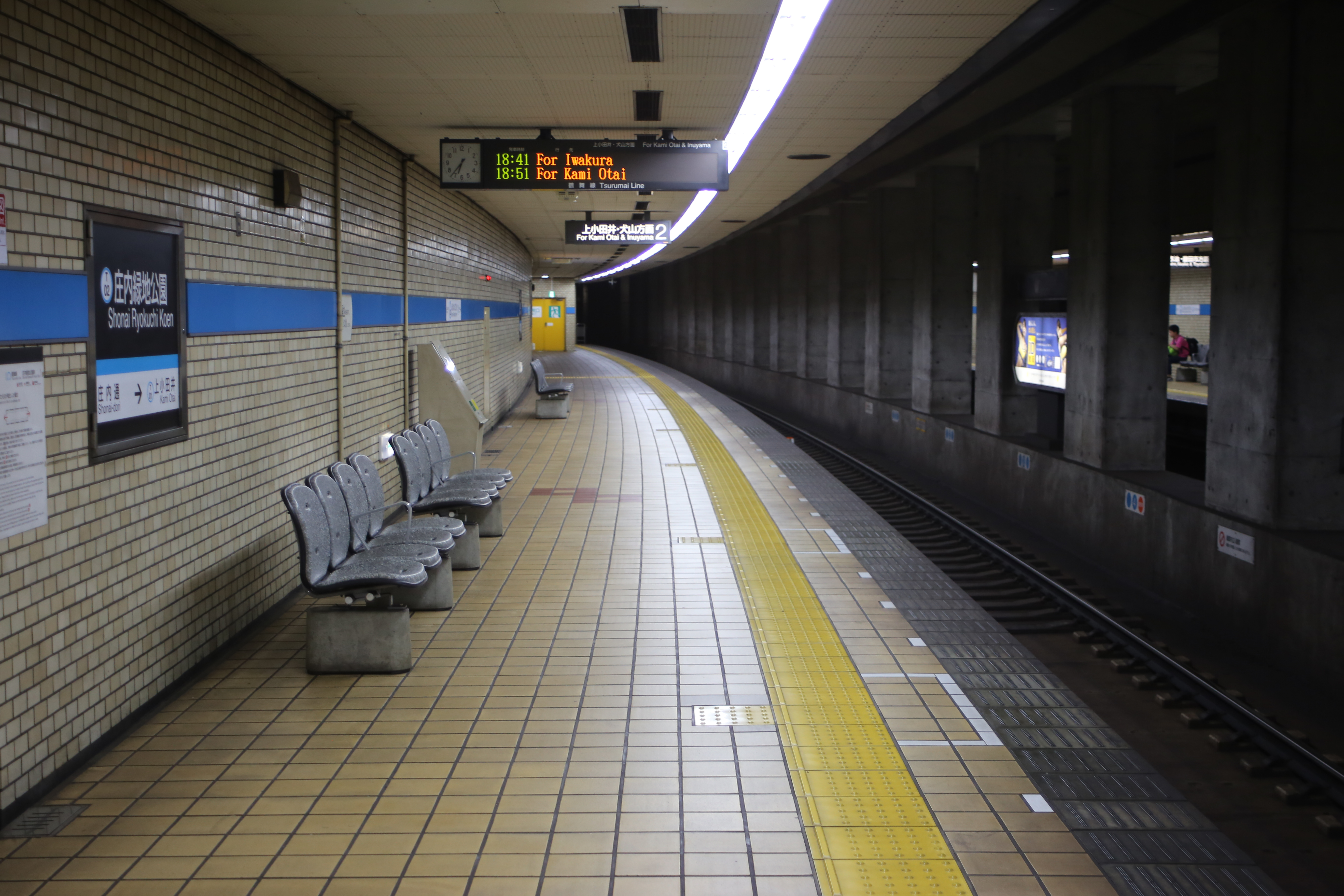
ホーム（2017年9月、ホームドア設置前）
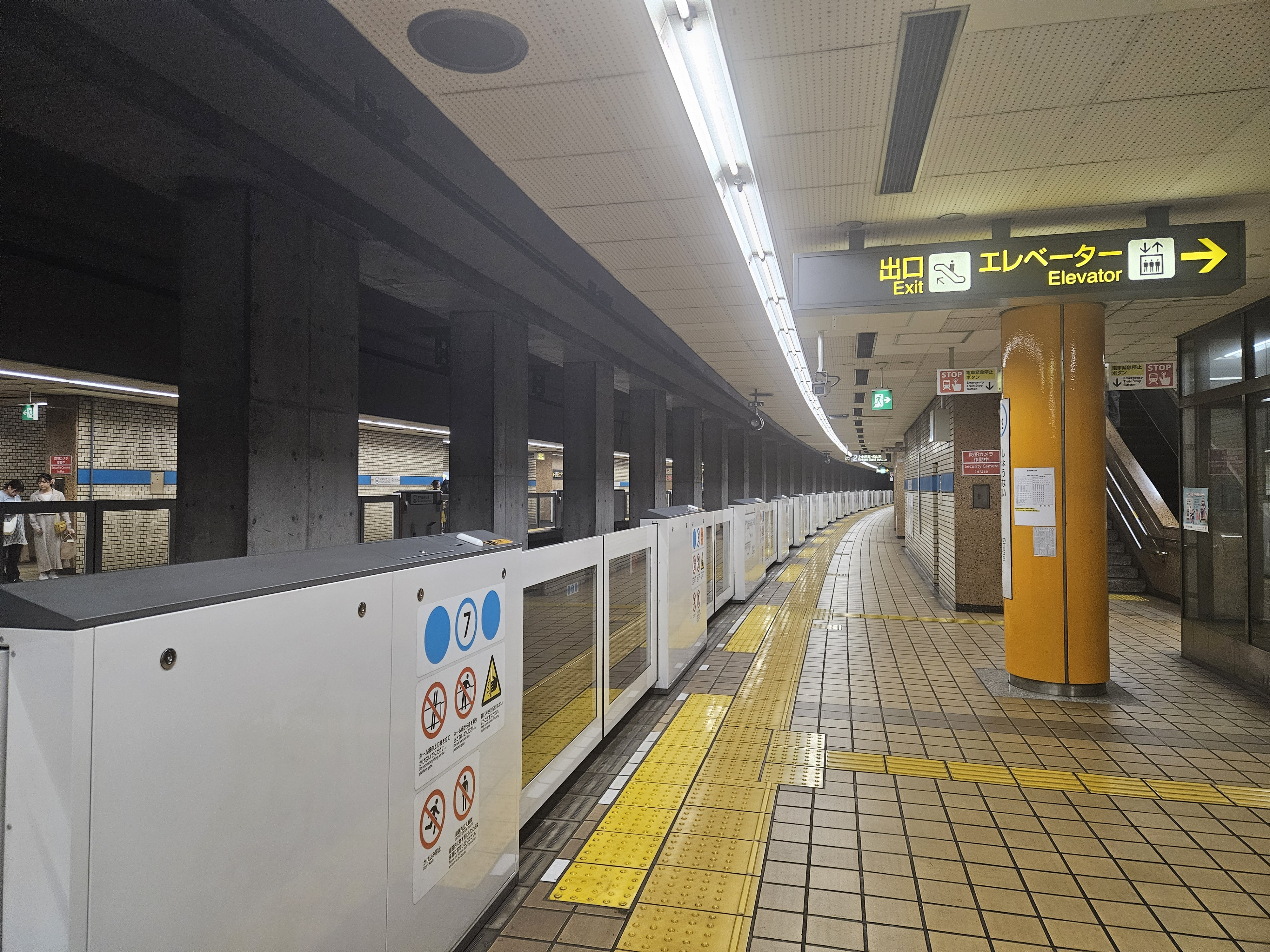
プラットホーム（2025年5月、ホームドア設置後）

## 駅周辺

### 交通
駅

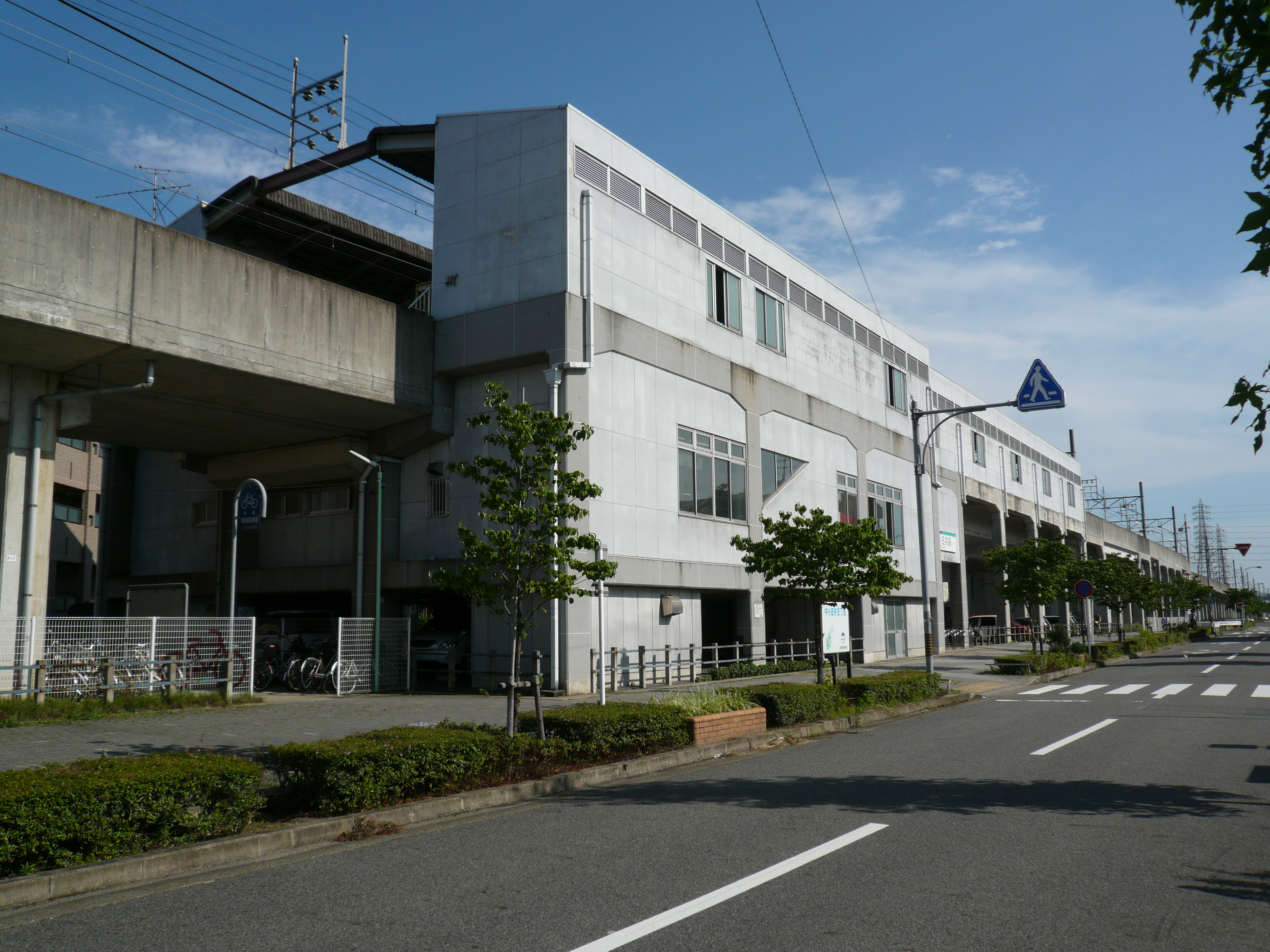
中小田井駅（名鉄犬山線）

- 中小田井駅（名鉄犬山線） - 当駅から直線距離で500mほど。

道路
- 名草線（愛知県道63号名古屋江南線）

### 観光

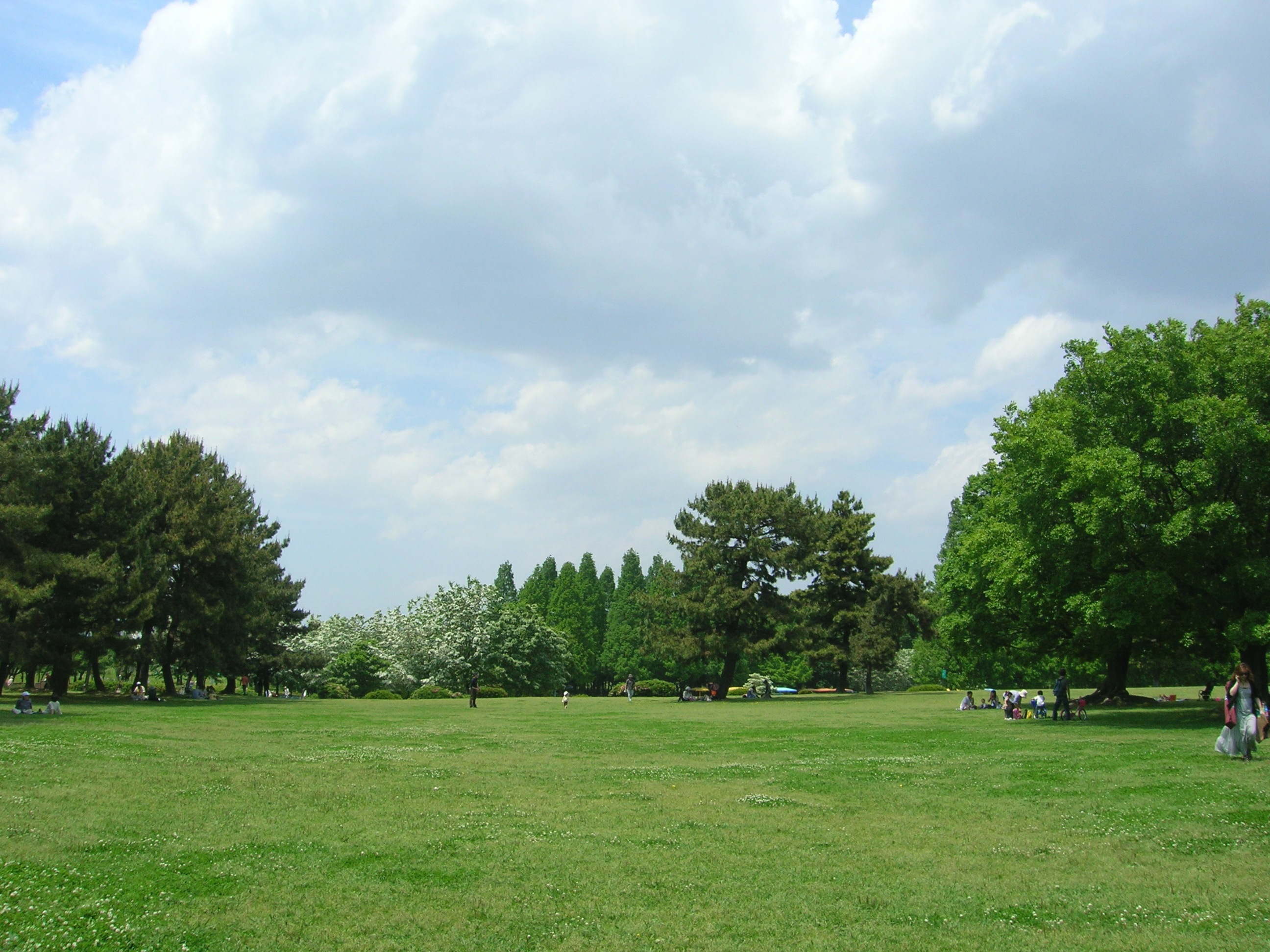
庄内緑地

自然
- 庄内川

公園
- 庄内緑地[注釈 2]
  - 庄内緑地グリーンプラザ
- 五町公園
- 由池公園
- 五才美公園

### 教育

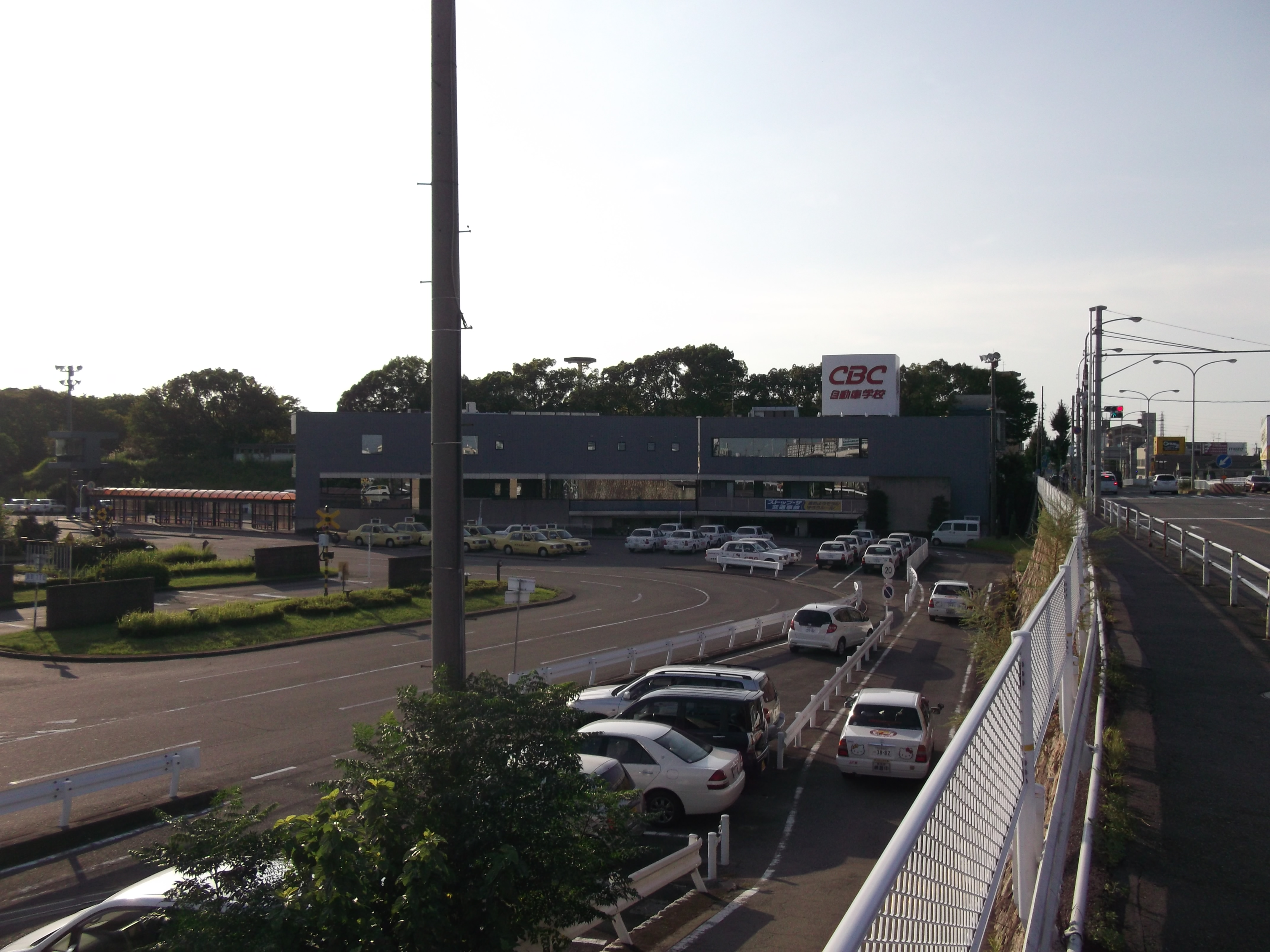
CBC自動車学校

保育園
- 上小田井保育園
- 上小田井第二保育園

自動車学校
- CBC自動車学校
- 中京自動車学校

### 商業施設
- ヤマナカ小田井店
- 吉野家庄内緑地公園店

### 企業
- 御幸毛織
- 玄海工業

## バス路線

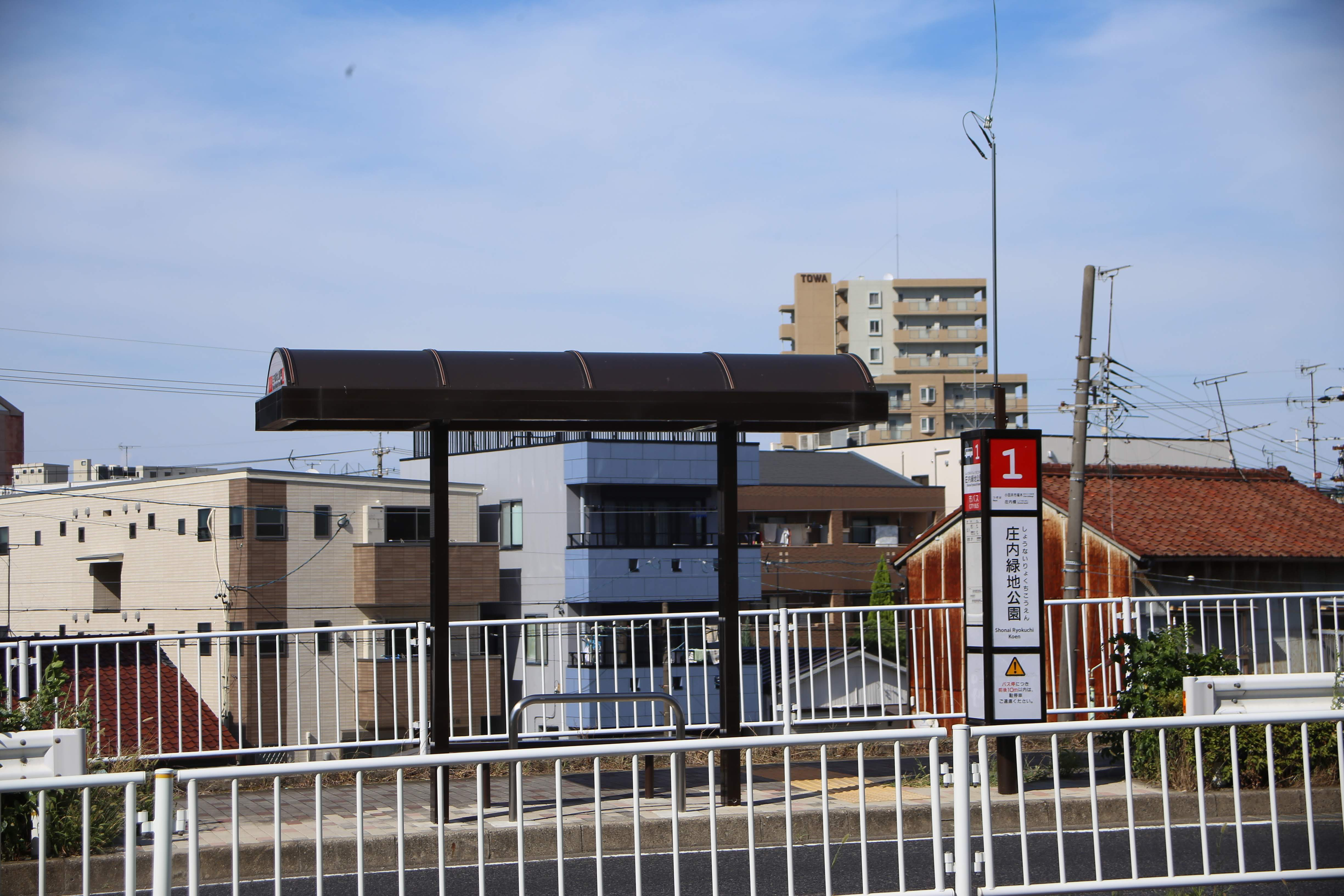
庄内緑地公園停留所

最寄の停留所は、庄内緑地公園、庄内橋、小田井市場木となる。以下の路線が乗り入れ、名古屋市営バス（名古屋市交通局）により運行されている。経由する系統は少なく、名古屋駅や栄まで直通するため乗り換える客はそれほど多くないが、地下鉄と西区比良地区や北区楠地区を連絡する役割を果たしている。

### 庄内緑地公園
- 栄11：栄行、平田住宅行
- 山田巡回：如意車庫前行、平田住宅行

### 庄内橋
- 栄11：栄行、平田住宅行、如意車庫前行、如意住宅行
- 名駅12：名古屋駅行、如意車庫前行

### 小田井市場木
- 栄11：栄行、如意車庫前行、如意住宅行
- 名駅12：名古屋駅行、如意車庫前行
- 山田巡回：如意車庫前行、平田住宅行

## 隣の駅
名古屋市営地下鉄
 鶴舞線
上小田井駅 (T01) - 庄内緑地公園駅 (T02) - 庄内通駅 (T03)
※（）内は駅番号を示す。